# تشانغ نا (لاعبة كرة قدم)
تشانغ نا (بالصينية: 张娜) هي لاعبة كرة قدم صينية، ولدت في 10 مارس 1984.

## وصلات خارجية
- تشانغ نا على موقع الاتحاد الدولي (مؤرشف)  (الإنجليزية)
- تشانغ نا على موقع قاعدة بيانات كرة القدم.إي يو (الإنجليزية)
- تشانغ نا على موقع أوليمبيديا (الإنجليزية)
- تشانغ نا على موقع اللجنة الأولمبية الصينية (الإنجليزية)